# فايزة عيساحين
فايزة عيساحين (وُلدت في 20 يوليو 1993) هي لاعبة جودو جزائرية. وهي حائزة على الميدالية الذهبية في الألعاب الإفريقية.

## الإنجازات
فازت فايزة ببطولة إفريقيا المفتوحة في ياوندي عام 2018 في منافسات أقل من 52 كغ. وحصلت على الميدالية الذهبية في دورة الألعاب الإفريقية بالرباط عام 2019 وكذلك في بطولة إفريقيا 2022.
وقد فازت عيساحين بميداليتين ذهبيتين في البطولات القارية، واثنتان في البطولة القارية المفتوحة. وقد فازت بالميدالية الفضية في بطولة دولية وحصلت أيضًا على ما مجموعه 5 ميداليات برونزية.
خسرت الميدالية البرونزية في منافسات وزن 52 كلغ في دورة ألعاب البحر الأبيض المتوسط 2022 التي أقيمت في وهران بالجزائر.